# Teucrium radicans
Teucrium radicans là một loài thực vật có hoa trong họ Hoa môi. Loài này được Bonnet & Barrette miêu tả khoa học đầu tiên năm 1895.